# 1799
1799 (MDCCXCIX) byl rok, který dle gregoriánského kalendáře započal úterým.
Podle islámského kalendáře započal dne 5. června rok 1214. Podle židovského kalendáře se přelomily roky 5559 a 5560. 

## Události
- 25. března – V bitvě u Stockachu porazila rakouská armáda francouzskou.
- 26.–28. dubna – V bitvě na řece Addě porazila rakouská a ruská vojska francouzskou armádu.
- 23. května – Světská kantáta „Der Tyroler Landsturm“ Antonia Salieriho a Josepha Franze Ratschkyho měla premiéru v k.k. Redoutensaal  ve Vídni.
- 4.–7. června – V první bitvě u Curychu porazila rakouská armáda francouzskou.
- 17.–19. června – V bitvě na řece Trebia porazila rakouská a ruská vojska francouzskou armádu.
- 15. července – Francouzský důstojník Pierre-François Bouchard nalezl během Napoleonova tažení do Egypta staroegyptskou Rosettskou desku.
- 15. srpna – V bitvě u Novi porazila rakouská a ruská vojska francouzskou armádu.
- 29. srpna – Zemřel papež Pius VI.
- 10. září – Dekretem císaře Františka I. byla v Praze zřízena Akademie výtvarných umění.
- 5. června – Německý přírodovědec Alexander von Humboldt zahájil svou první cestu po Americe.
- 9. listopadu – Brumairový převrat Napoleona Bonaparta ukončil ve Francii vládu Direktoria. Skončila Velká francouzská revoluce.

### Probíhající události
- 1789–1799 – Velká francouzská revoluce
- 1791–1804 – Haitská revoluce
- 1792–1802 – Francouzské revoluční války
- 1798–1800 – Kvaziválka
- 1798–1801 – Napoleonovo tažení do Egypta a Sýrie

## Narození

### Česko

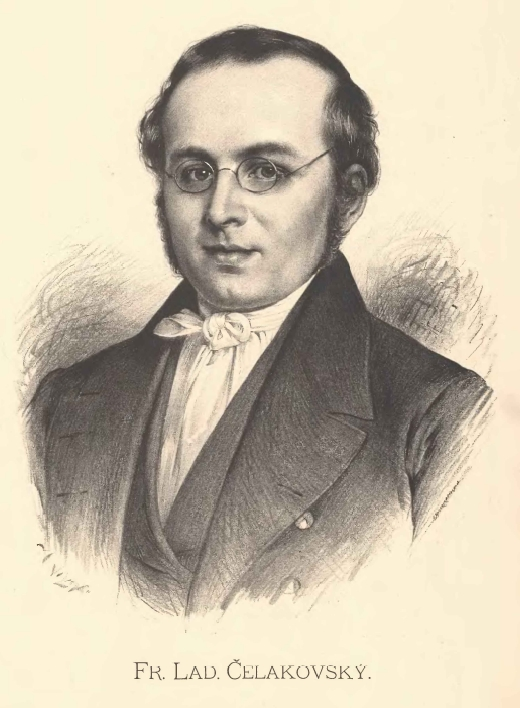
František Ladislav Čelakovský (* 7. března)

- 1. ledna – Šebestián Kubínek, písmák, kazatel a šiřitel knih († 18. července 1882)
- 14. ledna – Jan Nepomuk Karel z Lobkowicz, šlechtic († 6. června 1878)
- 22. ledna – Franz Sales Steinbecher, podnikatel a politik německé národnosti († 17. října 1873)
- 24. ledna – Eduard Krziwanek, velkostatkář, šlechtic a politik († 26. června 1876)
- 13. února – Josef Quitensky, politik německé národnosti († 8. září 1866)
- 16. února – Heinrich von Kittlitz, ornitolog a přírodovědec († 10. dubna 1874)
- 7. března – František Ladislav Čelakovský, básník a překladatel († 5. srpna 1852)
- 13. března – Josef Leberl, politik německé národnosti († 1. listopadu 1868)
- 25. března – Jakub Kryštof Rad, rakouský ředitel dačického cukrovaru († 13. října 1871)
- 3. dubna – Antonín Doležálek, vychovatel slepých († 19. srpna 1849)
- 22. května
  - Jan Adolf II. ze Schwarzenbergu, šlechtic a krumlovský vévoda († 15. září 1888)
  - Jan Ripota, architekt a stavitel († 10. prosince 1879)
- 2. června – Jan Bébar, rakousko-český politik z Moravy († 19. dubna 1854) ,
- 30. června – Ferdinand Leitenberger, vojenský důstojník, dobrovolný hasič a podnikatel († 3. září 1869)
- 11. srpna – Jan Kazimír Wiedersperger z Wiederspergu, teolog († 10. července 1871)
- 3. září – Fridrich Hannibal z Thurn-Taxisu, generál rakouského vojska († 17. ledna 1857)
- 5. října – Vincenz Priessnitz, zakladatel lázní Jeseník († 28. listopadu 1851)
- 16. listopadu – Mikuláš Miksche, lékař a známý porodník († 20. května 1874)
- 23. listopadu – Karel z Kokořova, šlechtic a politik († 15. března 1872)
- 24. listopadu
  - Andreas Ludwig Jeitteles, lékař a pedagog († 17. června 1878)
  - Jindřich Förster, římskokatolický kněz († 20. října 1881)
- 2. prosince – Augustin Schöbl, státník úředník a politik rakouské národnosti († 12. srpna 1885)
- 5. prosince – Antonín Vojtěch Hnojek, kněz, národní buditel a spisovatel († 23. ledna 1865)
- 10. prosince – Simeon Karel Macháček, středoškolský profesor, básník a dramatik († 2. října 1846)
- 13. prosince – František Arnošt Harrach, šlechtic a politik († 26. února 1884)
- 24. prosince – František Adam Petřina, fyzik a matematik († 27. června 1855)
- 27. prosince – Jan Zapletal, moravský a rakouský politik († 16. února 1884)
- ? – Mikuláš Horáček, právník a politik († 3. července 1855)

### Svět

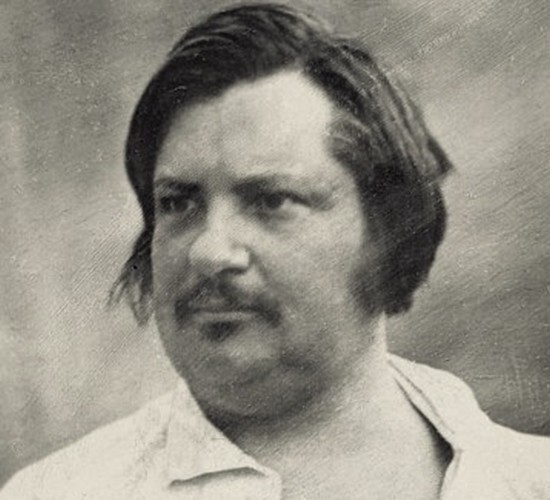
Honoré de Balzac (* 20. května)

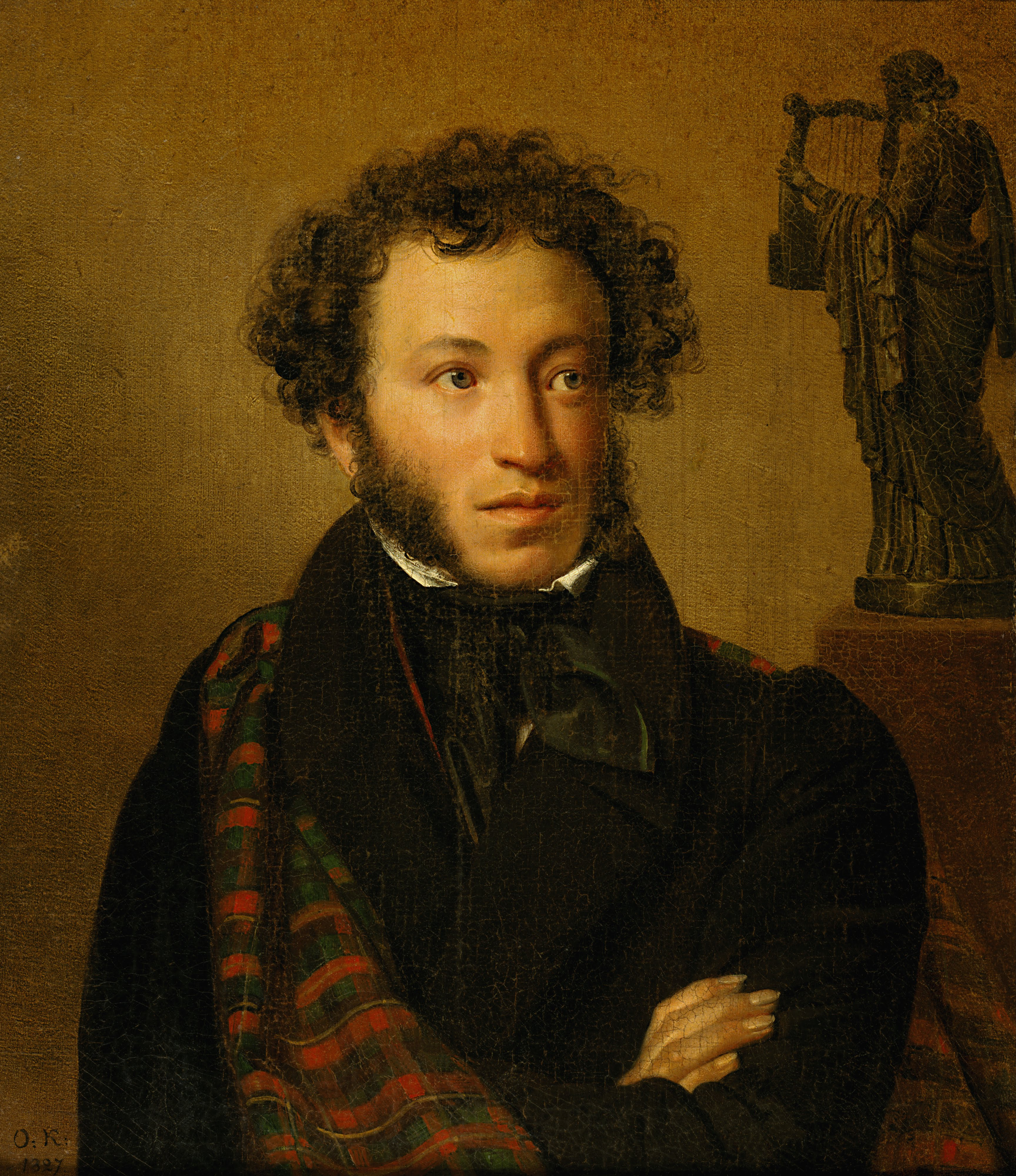
Alexandr Sergejevič Puškin (* 6. června)

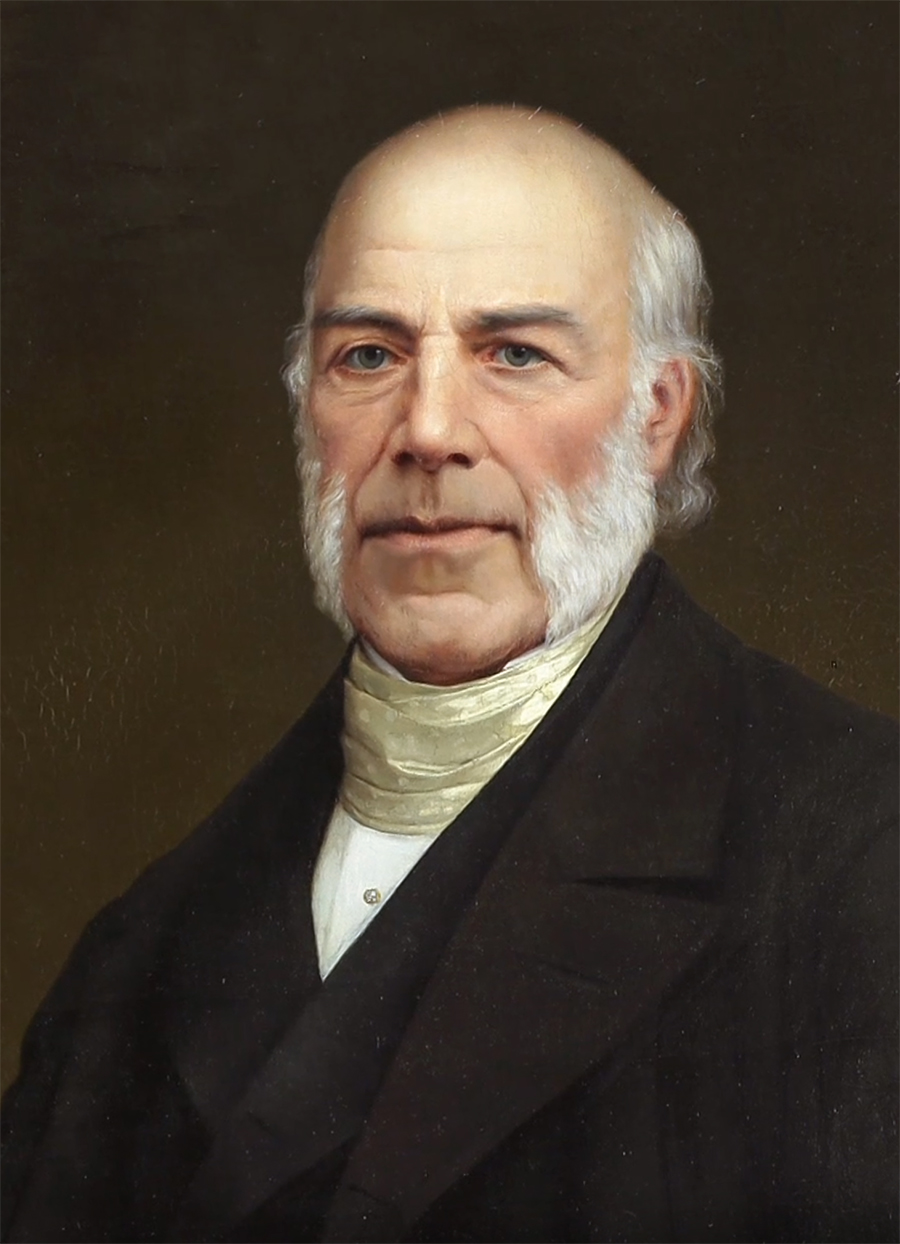
Joachim Barrande (* 11. srpna)

- 10. ledna – Carlo Clementi, rakousko-italský politik a soudce († 1849)
- 23. ledna – Alois Negrelli, italsko-rakouský stavitel mostů († 1. října 1858)
- 27. ledna – Edward Belcher, britský námořník a hydrograf († 18. března 1877)
- 31. ledna – Rodolphe Töpffer, švýcarský spisovatel († 8. června 1846)
- 4. února – Almeida Garrett, portugalský básník a dramatik († 9. prosince 1854)
- 6. února – Imre Frivaldszky, uherský botanik, zoolog, entomolog a lékař († 19. října 1870)
- 8. února – John Lindley, anglický botanik († 1. listopadu 1865)
- 18. února – Philipp Johann Ferdinand Schur, německý botanik a farmaceut († 27. května 1878)
- 26. února – Émile Clapeyron, francouzský fyzik a inženýr († 28. ledna 1864)
- 16. března – Anna Atkins, anglická botanička a fotografka († 9. června 1871)
- 22. března – Friedrich Wilhelm August Argelander, německý astronom († 17. února 1875)
- 22. března – Joseph Saxton, americký vynálezce a fotograf († 16. října 1873)
- 28. března – Karl Adolph von Basedow, německý lékař († 11. dubna 1854)
- 29. března – Edward Smith-Stanley, britský státník († 23. října 1869)
- 30. března – August Tholuck, německý protestantský teolog († 10. června 1877)
- 2. dubna – Charles Philip Yorke, 4. hrabě z Hardwicke, britský admirál a šlechtic († 17. září 1873)
- 5. dubna – Vincenzo Fioravanti, italský hudební skladatel († 28. března 1877)
- 11. května – George Grey, britský státník a šlechtic († 9. září 1882)
- 20. května – Honoré de Balzac, francouzský romanopisec († 18. srpna 1850)
- 21. května – Mary Anning, britská paleontoložka († 9. března 1847)
- 23. května – Thomas Hood, anglický básník a humorista († 3. května 1845)
- 26. května – Felipe Poey, kubánský zoolog († 28. ledna 1891)
- 27. května – Jacques Fromental Halévy, francouzský skladatel († 17. března 1862)
- 28. května – Jan Adolf II. Schwarzenberg, rakouský šlechtic činný v Čechách († 15. září 1888)
- květen – Nikolaj Vasiljevič Basargin, ruský děkabrista († 15. února 1861)
- 5. června – Alexej Fjodorovič Lvov, ruský houslový virtuos, skladatel a dirigent († 28. prosince 1870)
- 6. června – Alexandr Sergejevič Puškin, ruský básník, prozaik a dramatik († 10. února 1837)
- 17. června
  - Jean-Baptiste Alphonse Dechauffour de Boisduval, francouzský lékař a přírodovědec († 30. prosince 1879)
  - Johana Grudzińská, polská šlechtična a ruská velkokněžna († 17. listopadu 1831)
- 18. června – William Lassell, anglický astronom († 5. října 1880)
- 28. června – Amálie Württemberská, německá šlechtična a sasko-altenburská vévodkyně († 28. listopadu 1848)
- 29. června – François-Auguste Biard, francouzský malíř († 20. června 1882)
- 4. července
  - Oskar I., švédský a norský král († 8. července 1859)
  - András Bartay, slovensko-maďarský divadelní učitel († 4. října 1854)
- 22. července – Pauline Jaricotová, významná britská šiřitelka katolické víry († 9. ledna 1862)
- 6. srpna – Ján Andraščík, slovenský kněz a spisovatel († 24. prosince 1853)
- 11. srpna – Joachim Barrande, francouzský paleontolog činný v Čechách († 5. října 1883)
- 7. září – Edward Harris, americký farmář a ornitolog († 8. června 1863)
- 8. září – Jovan Hadžić, zakladatel Matice srbské († 4. května 1869)
- 17. září – Marie Württemberská, sasko-kobursko-gothajská vévodkyně († 24. září 1860)
- 23. září – Fridrich August Anhaltsko-Desavský, německý princ († 4. prosince 1864)
- 12. října
  - Félix Édouard Guérin-Méneville, francouzský entomolog († 26. ledna 1874)
  - Jonathan Peel, britský politik a generál († 13. února 1879)
- 18. října – Christian Friedrich Schönbein, německo-švýcarský chemik († 29. srpna 1868)
- 29. října – František de Paula z Colloreda-Waldsee, rakouský diplomat a šlechtic († 26. října 1859)
- 30. října – Luisa Anhaltsko-Bernburská, německá šlechtična a ruská princezna († 9. prosince 1882)
- 9. listopadu – Gustav Gustavsson Vasa, švédský následník trůnu († 4. srpna 1877)
- 15. listopadu – Marie Anna Saská, velkovévodkyně toskánská († 24. března 1832)
- 16. listopadu – Karel Michal Lanckroński, polský šlechtic a rakouský dvořan († 16. května 1863)
- 19. listopadu – Auguste René Caillié, francouzský cestovatel († 17. května 1838)
- 25. listopadu – Carl Fundulus, rakouský podnikatel a podnikatel († 9. března 1881)
- 20. prosince – Louis Jérôme Reiche, francouzský obchodník a řemeslník († 16. května 1890)
- 21. prosince – David Don, britský botanik († 8. prosince 1841)
- 22. prosince
  - Karel II. Parmský, parmský vévoda a etrurský král († 16. dubna 1883)
  - Joseph Kyselak, rakouský alpinista a úředník dvorní dámy († asi 17. září 1831)
- 23. prosince – Karl Brjullov, ruský malíř († 23. června 1852)
- 31. prosince – Fridrich David Fuchs, uherský geodet a funkcionář († 6. října 1874)
- neznámé datum
  - John Stringfellow, britský průkopník letectví († 13. listopadu 1883)
  - Jicchak Me'ir Alter, polský rabín dynastie Ger († 10. března 1866)
  - Józef Walenty Krzyżanowski, rakouský soudce a politik polské národnosti († 9. dubna 1849)

## Úmrtí

### Česko
- 12. února – František Xaver Dušek, skladatel, harfeník a klavírista (* 8. prosince 1731)
- 18. února – Maurus Haberhauer, řádový skladatel a hudební pedagog (* 13. března 1746)
- 22. února – Jan Křtitel Lachenbauer, biskup brněnský (* 31. ledna 1741)
- 23. dubna – Ignác Václav Rafael, hudební skladatel (* 16. dubna 1762)
- 20. května – Jan Nepomuk Mitrovský, přírodovědec, mecenáš a skladatel (* 20. ledna 1757)
- 6. července – Josef Ceregetti, malíř a kronikář (* 14. března 1722)
- 23. září – Antonín Strnad, meteorolog (* 10. srpna 1746)
- 14. prosince – Jan Jiří Balzer, rytec a nakladatel (* 6. srpna 1738)
- neznámé datum – Josef Blažej Smrček, řádový hudebník a skladatel (* 28. prosince 1751)

### Svět

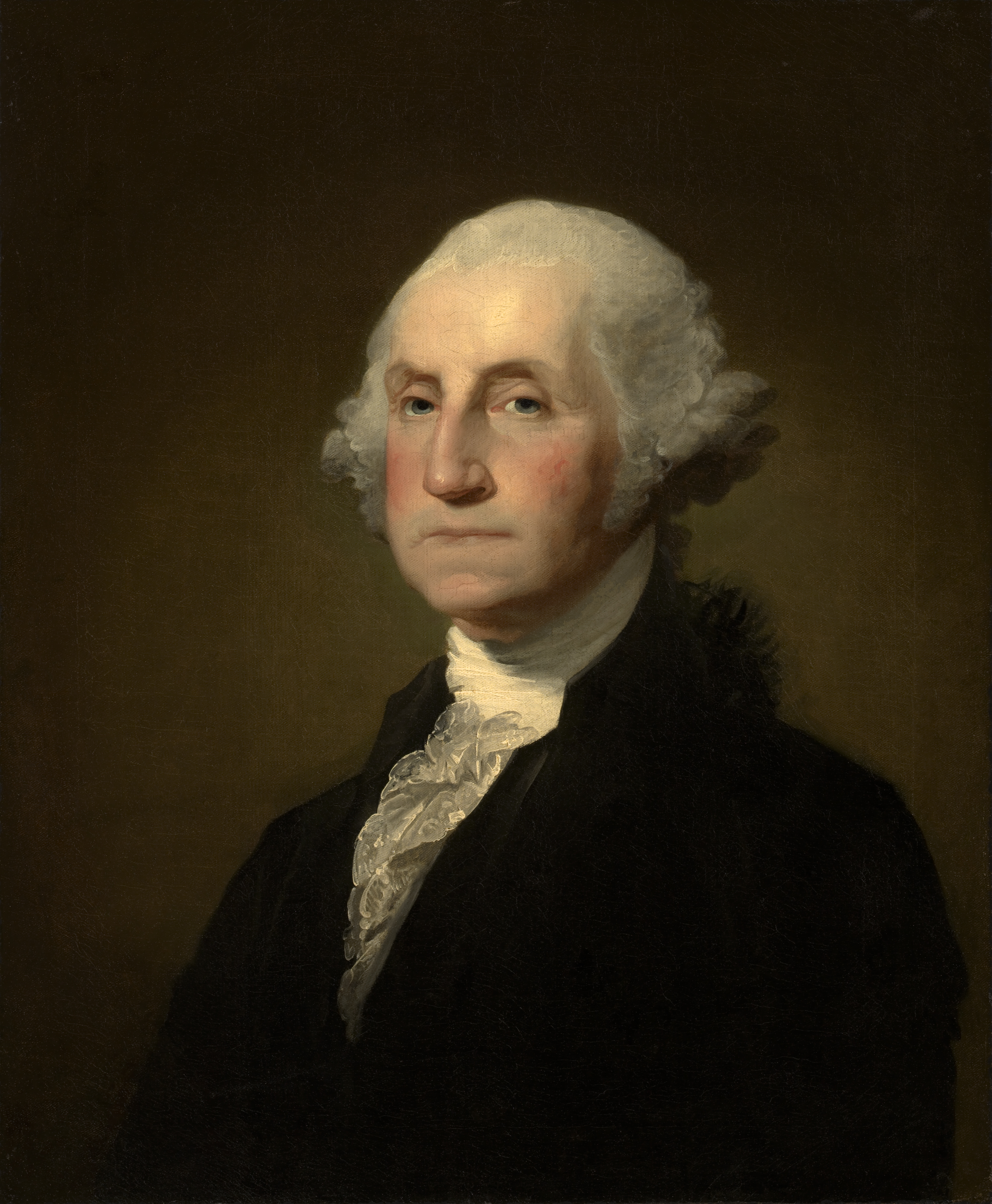
George Washington († 22. února)

- 6. ledna – Vilém Jiří Frederik, syn Viléma V. Oranžského (* 15. února 1774)
- 9. ledna – Maria Gaetana Agnesiová, italská matematička a filozofka (* 16. května 1718)
- 16. ledna – Karel Teodor Falcký, falcký kurfiřt a bavorský vévoda (* 11. prosince 1724)
- 18. ledna – Heinrich Johann Nepomuk von Crantz, lucemburský botanik a porodník (* 25. listopadu 1722)
- 22. ledna – Horace-Bénédict de Saussure, švýcarský přírodovědec (* 17. února 1740)
- 31. ledna – Francis Osborne, 5. vévoda z Leedsu, britský státník a diplomat (* 29. ledna 1751)
- 4. února – Étienne-Louis Boullée, francouzský architekt (* 12. února 1728)
- 7. února – Čchien-lung, čínský císař (* 25. září 1711)
- 12. února – Lazzaro Spallanzani, italský kněz, biolog a psycholog (* 10. ledna 1729)
- 18. února – Johann Hedwig, německý botanik (* 8. prosince 1730)
- 20. února – Jean-Charles de Borda, francouzský matematik a astronom (* 4. května 1733)
- 24. února – Georg Christoph Lichtenberg, německý satirik, fyzik, astronom a matematik (* 1. července 1742)
- 4. března – Josef Liesganig, rakouský kněz, astronom a kartograf (* 13. února 1719)
- 18. března – Adam Friedrich Oeser, německý malíř a sochař (* 17. února 1717)
- 20. dubna – William McCoy, skotský námořník a vzbouřenec (* 1763)
- 17. května – Daniel Itzig, německý židovský obchodník a bankéř (* 18. března 1723)
- 18. května – Pierre-Augustin Caron de Beaumarchais, francouzský dramatik (* 24. ledna 1732)
- 2. srpna – Jacques Étienne Montgolfier, francouzský vynálezce (* 6. ledna 1744)
- 15. srpna – Giuseppe Parini, italský básník, kněz a politik (* 22. května 1729)
- 15. srpna – Barthélemy-Catherine Joubert, francouzský generál (* 14. dubna 1769)
- 23. srpna – Franz Xaver Widerhoffer, rakouský hudební skladatel (* 2. prosince 1742)
- 29. srpna – Pius VI., papež (* 27. prosince 1717)
- 7. září
  - Jan Ingenhousz, nizozemský fyziolog, botanik a fyzik (* 8. prosince 1730)
  - Jean Butteau, francouzský tanečník (* 1744)
- 23. října – Jozef Baťán, uherský biskup a kardinál (* 30. ledna 1727)
- 24. října – Karl Ditters von Dittersdorf, rakouský skladatel (* 2. listopadu 1739)
- 14. prosince – George Washington, první prezident USA (* 22. února 1732)
- 15. prosince – Anežka Anhaltsko-Desavská, německá šlechtična (* 5. června 1744)
- 6. prosince – Joseph Black, skotský fyzik a chemik (* 16. dubna 1728)
- 21. prosince – Marie Josefa Ditrichštejnová, rakouská hraběnka (* 2. listopadu 1736)
- neznámé datum
  - Matthew Quintal, anglický námořník a vzbouřenec (* 3. března 1766)
  - João de Sousa Carvalho, portugalský hudební skladatel (* 22. února 1745)

## Hlavy států
- Francie – Direktorium (1795–1799) / Napoleon Bonaparte (jako první konzul) (1799–1804)
- Habsburská monarchie – František I. (1792–1806)
- Osmanská říše – Selim III. (1789–1807)
- Prusko – Fridrich Vilém III. (1797–1840)
- Rusko – Pavel I. (1796–1801)
- Španělsko – Karel IV. (1788–1808)
- Švédsko – Gustav IV. (1792–1809)
- USA – John Adams (1797–1801)
- Velká Británie – Jiří III. (1760–1820)
- Papež – Pius VI. (1774–1799)
- Japonsko – Kókaku (1780–1817)